# Edme Jean Baptiste Bouillon-Lagrange
Edme Jean Baptiste Bouillon-Lagrange (París, 12 juliol 1764 - París, 23 agost 1844) farmacèutic, químic i metge francès. Fou farmacèutic militar de Napoleó I i metge privat de l'emperadriu Josefina. Dirigí des del 1832 fins a la seva mort la l'École de Pharmacie de París.

## Vida
El seu pare, arxiver de la Casa d'Orleans, el portava al Palais-Royal, on sovint participava en les activitats del jove duc de Chartres, Lluís Felip (1773-1850), que es convertiria en el rei de França de 1830 a 1840. Als 12 anys, Bouillon-Lagrange entrà al col·legi Mazarin, on estudià humanitats. Després de graduar-se realitzà cursos de medicina i química amb Pierre Joseph Desault (1744-1795), Jacques François Demachy (1728-1803), Guillaume François Rouelle (1703-1770) i Antoine François de Fourcroy (1750-1809). Malgrat li agradava la medicina optà per estudiar química i farmàcia i, una vegada graduat el 1787 comprà la farmàcia del seu cunyat, Jean Baptiste Sureau (1754-1789), que vengué dos anys més tard per dedicar-se totalment a la química.
Participà en la Revolució Francesa i es convertí en sospitós. Un membre de la família del Duc d'Orleans l'advertí i pogué fugir, però tornà a París després que l'ordre de detenció fos anul·lada. Fou nomenat assajador en l'oficina de la pólvora i salnitre, i així com a cap dels laboratoris de química l'École Polytechnique. Allà, Claude-Louis Berthollet (1748-1822), que estava a càrrec de l'ensenyament de la química, nomenà Bouillon-Lagrange com el seu assistent. Aquesta posició el portà a conèixer a Napoleó I, que en 1777 el nomenà farmacèutic militar, jugant un paper important en l'organització dels hospitals de l'exèrcit francès. En aquests anys participà en la revolta reialista de la Vendée (1793-1796).
El 1804 fou nomenat professor de matemàtiques al Liceu Napoleó. En els seus primers anys, Fourcroy li confià part del curs que estava ensenyant en el Athénée de París. Després, fou professor de física i química a l'École Centrale du Panthéon on es convertí en un dels seus administradors. Pressionat per l'emperadriu Josefina, es doctorà en medicina a Estrasburg el 1806, i convertí en el seu metge personal. El 1808 morí la seva primera dona, Jeanne Lucie Sureau i es casà amb una cosina seva, Lucie Marie Sureau, amb la qual tingueren sis fills. El 1816 aconseguí la càtedra de química, física i història natural al col·legi Henri V i, el 1817, aconseguí el grau de doctor en ciències per la Facultat de París.
Bouillon-Legendre fou membre de nombroses societats científiques, membre de la Société de Pharmacie de Paris (que el 1979 es convertí en l'Académie Nationale de Pharmacie), el seu primer secretari general en el moment de la seva fundació en 1803, i el seu vicepresident (1808) i president en tres oportunitats (1809, 1813 i 1819). En la creació de l'Acadèmia de Medicina (1820), fou nomenat membre honorari. També fou membre del Conseil de Salubrité (1836) i secretari del Journal de la Société donis Pharmaciens.

## Obra

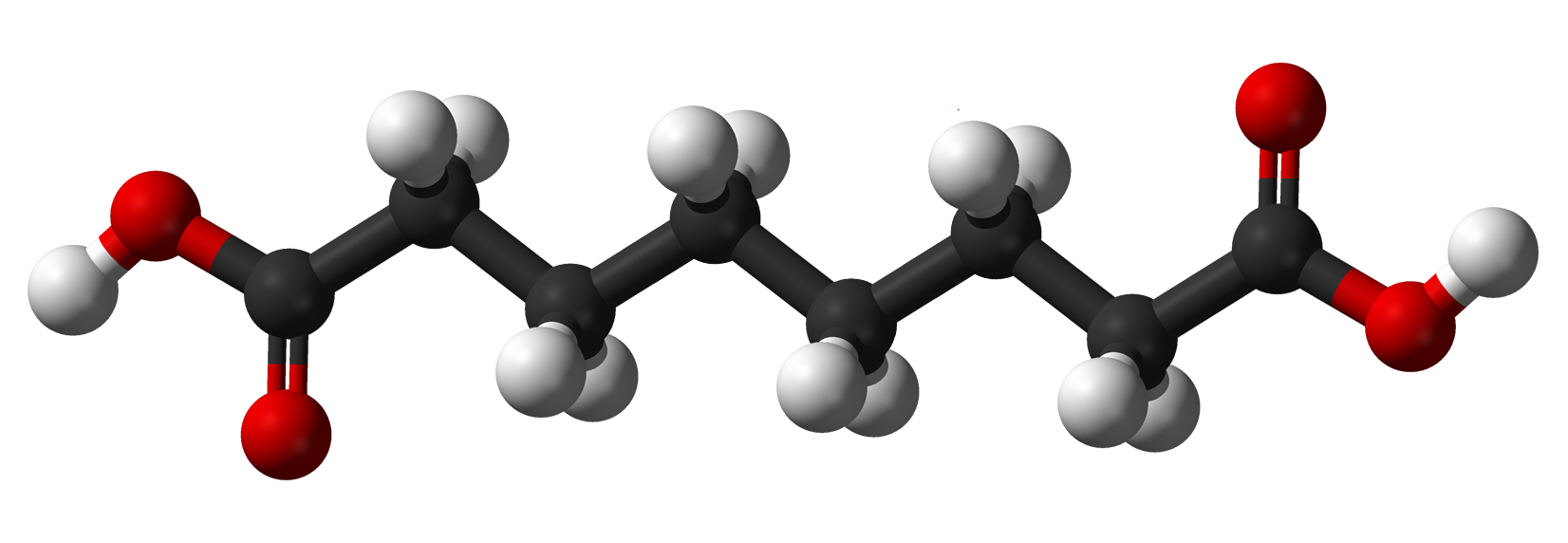
Àcid subèric o àcid octandioic

Bouillon-Lagrange dedicà la major part dels seus esforços d'investigació en l'estudi de les propietats físiques i químiques i l'anàlisi de les substàncies vegetals i animals utilitzats com a medicaments. Entre les moltes substàncies estudiades hom pot esmentar: plantes del gènere Styrax i Senna, ambre gris, corretjola de conradís, tòfones, escorça de salze, agàrics de fongs, visc, all, midó, llet, àcid làctic, taní, àcid gàl·lic i safrà.

Dextrina o poli-(1-4)-alfa-D-glucosa

Feu reaccionar suro amb àcid nítric, i notà la presència d'un àcid de naturalesa desconeguda, que molts químics creien que era l'àcid oxàlic, però Bouillon-Lagrange demostrà que era un nou àcid, que anomenà àcid subèric (àcid octandioic, C10H18O), del llatí sūber, -ĕris "suro". Estudià la càmfora i confirmar experimentalment els resultats de l'alemany David August Kosegarten sobre l'àcid camfòric. Demostrà que el taní es compon de carboni, hidrogen i oxigen. El 1805, informà per primer cop de la producció d'una nova substància, la dextrina, un polisacàrid que es dissol fàcilment en aigua.
Com a resultat de l'experiència acumulada, Bouillon-Lagrange publicà el seu Manuel d'un cours de chimie on, per primera vegada, es recull i descriu tot l'aparell aprovat per l'escola d'Antoine Laurent Lavoisier per a l'estudi dels fenòmens químics.

### Obres
- Cours d'etude pharmaceutique, Volume 4[Enllaç no actiu], 1793
- Vollständige Apothekerwissenschaft: Aus dem Französischen ...[Enllaç no actiu], 1796
- Handbuch eines Cursus der Chemie, oder zusammengeordnete Versuche ..., Volume 2[Enllaç no actiu], 1803, Edme Jean Baptiste Bouillon-Lagrange, Daniel Jäger
- Manuel du pharmacien[Enllaç no actiu], 1803
- L'art de fabriquer la poterie façon anglaise[Enllaç no actiu], 1807
- L'art de composer facilement et à peu de frais les liqueurs de table, les ...[Enllaç no actiu], 1807
- Cours théorique et pratique sur l'art de la teinture en laine, soie, fil ...[Enllaç no actiu], 1809, M. Homassel, Edme Jean Baptiste Bouillon Lagrange
- Dictionnaire de chimie, Volume 3[Enllaç no actiu], 1811, Martin Heinrich Klaproth, Friedrich Wolff, Edme Jean Baptiste Bouillon-Lagrange, Heinrich August Vogel
- Essai sur les eaux minérales naturelles et artificielles[Enllaç no actiu], 1811
- Manuel d'un cours de chimie, ou principes élémentaires théoriques ..., Volume 1[Enllaç no actiu], 1812
- Mémoire sur l'eau des mers qui baignent les côtes de l'empire français ...[Enllaç no actiu], 1813, Edme Jean Baptiste Bouillon-Lagrange, Heinrich August Vogel
- Police iudiciaire pharmaco-chimique[Enllaç no actiu], 1816 Wilhelm H. Remer, Edme Jean Baptiste Bouillon-Lagrange, Heinrich August Vogel
- Considérations sur les médicamens préparés en fabrique[Enllaç no actiu], 1820
- Observations sur l'acide extrait du benjoin, et sur celui retiré des urines ...[Enllaç no actiu], 1821
- Expériences sur le sucre, Annales de chimie, 1809